# アシナゴラス (コンスタンディヌーポリ総主教)

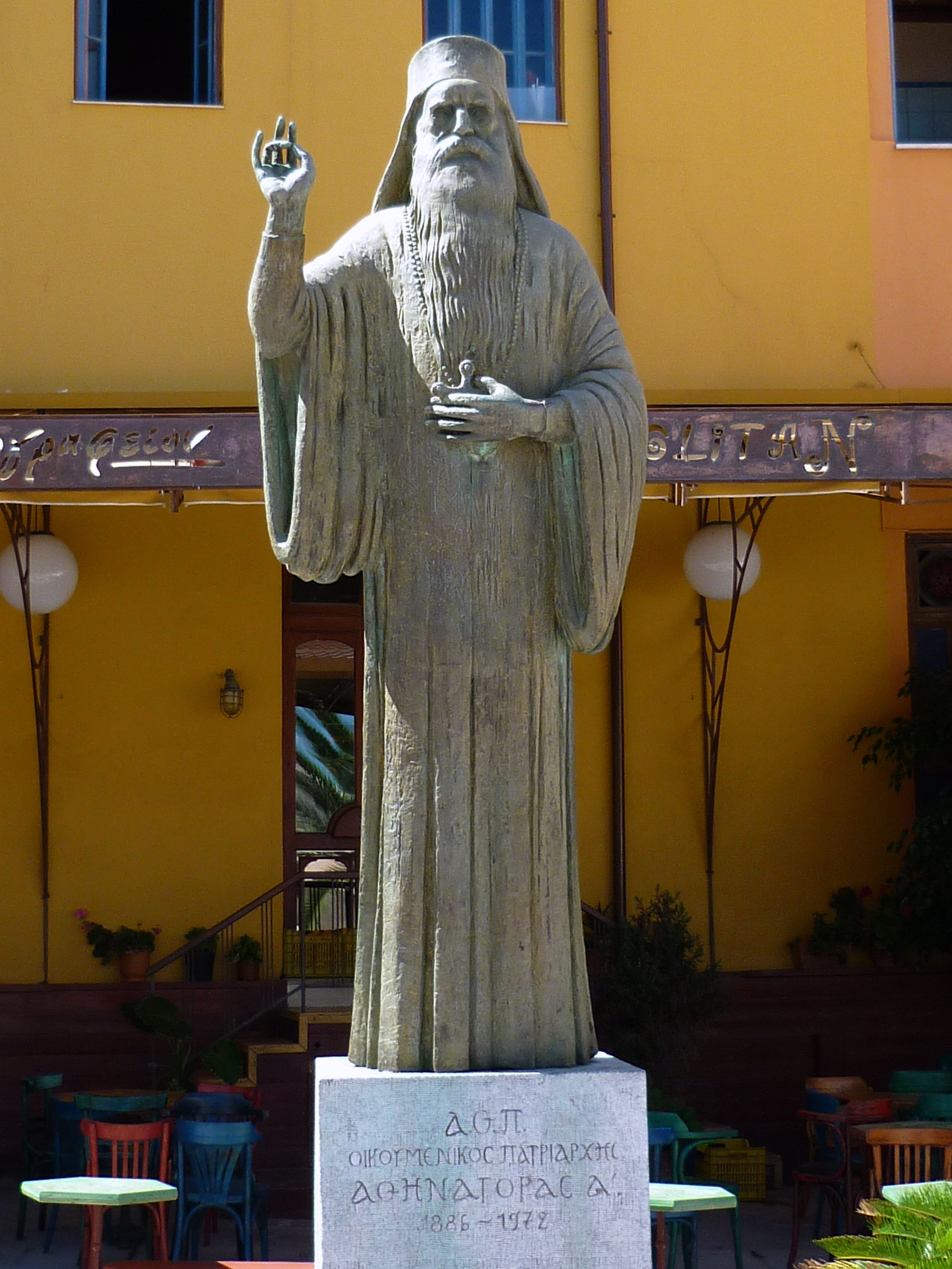
アシナゴラス総主教像（クレタ島ハニア）

アシナゴラス1世（ギリシア語: Αθηναγόρας Αʹ, 1886年3月25日 - 1972年1月7日）はギリシャ正教会在米国大主教区大主教、コンスタンディヌーポリ総主教（在位：1948年 - 1972年）。「アシナゴラス」は現代ギリシア語転写であり、「アテナゴラス」（もしくはアテーナゴラス）は、古典ギリシア語の再建音転写。

## 経歴
1886年にオスマントルコ帝国領イピロス地方（現ヨアニナ市）に近いヴァシリコ（Vasiliko）村に、俗名アリストクリス・マテウ・スピルー（Αριστοκλής Ματθαίου Σπύρου）として生まれた。1906年にコンスタンディヌーポリ総主教庁の下にありイスタンブールに近いハルキ島（英語版）の神学校（英語版）へ進む。1910年に輔祭に叙聖され、ペラゴニア主教区の大執事を経て1918年にはアテネのメレティオス大主教を輔佐する首輔祭に任じられた。
1922年から1931年まで執事のままコルフ主教を務める。その間に訪米し、ギリシャ正教の文書館で神学研究の資料調査に当たると、1930年、在米のダマスキノス府主教よりフォティオス2世に南北米州の主教区を融和させる適任者として推奨を受けたことがきっかけで、1931年2月24日に在米国ギリシャ正教会第2代大主教に選出されて赴任。ところが置かれたばかりの同教区は大主教派とヴェニゼロス派（英語版）の対立で分裂し、まとまることができずにいた。そこでアシナゴラスは主教区の教会管理を中央集権化し、自分を除く主教を全員、助教として任命し直すとともに主教から司法権を除去、大主教を支援する役割に縮小した。また正教会コミュニティと積極的に協力して調和を目指すと、聖職者と信徒のコングレスの担当分野を広げるとともに聖十字神学校（英語版）を設立。初めこそ反発が強かったが、有能な大主教として指導力を発揮するうち、愛と献身を得るに至った。
アテナゴラスは1933年10月22日にニューヨークアッパーイーストサイドにある至聖三者大聖堂を礼拝堂聖成式を執り行い、「アメリカのヘレニズムを代表する大聖堂」と呼んだ。1938年に帰化、アメリカ市民となる。
1948年11月1日、61歳でコンスタンディヌーポリ総主教座に着座、翌1949年1月、トルコのイスタンブールまで自家用飛行機で送らせたいというアメリカ合衆国大統領ハリー・S・トルーマンの申し出を受けている。総主教として世界教会協議会を介して前向きにエキュメニズムに関与することになる。

## エキュメニカルな関係構築
総主教はカトリック教会、聖公会との対話に努め、エキュメニズムに取り組んだ。パウロ6世とは1964年にエルサレムで会談し、その後1054年の相互破門は正教会・カトリック教会の双方から取り消された。1965年のカトリックと正教会の共同宣言（英語版）を作成し、1965年12月7日、ローマでは第2バチカン公会議の公開の議事のひとつとして、またコンスタンディヌーポリでは特別式典の席上という2つの場を得て読み上げられたのである。物議をかもした宣言は教会の東西分裂を終わらせることはなかったものの、むしろパウロ6世とアシナゴラスのそれぞれの代表する2つの教会がより大きな和解を望むことを示唆した。
こうしたエキュメニズムへの取り組みは正教会内の保守派から厳しい批判を受けた。その急先鋒のひとりで公然と批判したのが在外ロシア正教会の府主教フィラレート・ヴォズネセンスキーであり、1965年に総主教へ宛てた手紙のなかで、総主教がローマ・カトリック教会との和解を務めることは異端につながる恐れがあると非難した。
ただし、元々「1054年の相互破門」において双方の教会が破門対象とした者達は個人的な限定された範囲にとどまっていたこともあり、「1054年の相互破門の解消」も象徴的な意味合いをもつにとどまっている。
総主教は1972年7月6日、腰椎骨折で入院した翌日、イスタンブール（コンスタンティノープル）で腎不全のため永眠した。満87歳。ブラケルナエの聖母マリア教会（イスタンブールのファーティフ街区（英語版））の敷地内墓所に眠る。

## 関連文献
- 妹尾剛光「『記憶と和解 教会と過去の過ち』要旨と考察」『関西大学社会学部紀要』第38巻第3号、関西大学社会学部、2007年3月、185-211頁、ISSN 0287-6817、NAID 110006565902。
- 八代崇「公会議と教会一致」『桃山学院大学キリスト教論集』第2巻、桃山学院大学総合研究所、1966年3月、113-117頁、ISSN 0286-973X、NAID 110000215420。
- 八代崇「教皇職と教会一致」『桃山学院大学人文科学研究』第4巻第1号、1966年10月、71-115頁、CRID 1050001337590503424、ISSN 0286-2700。
- 久保道則「教会合同の動向をめぐって : 主教制の回復へ」『研究紀要』第9巻、プール学院大学、1969年12月、35-67頁、ISSN 09110690、NAID 110002535278。
- 八代崇「聖公会とローマ・カトリック教会 : 対話のための史的考察」『桃山学院大学キリスト教論集』第8巻、桃山学院大学総合研究所、1972年3月、109-134頁、ISSN 0286-973X、NAID 110000215482。
- 藤間繁義「エキュメニカル運動黎明期におけるロマ教会と聖公会」『桃山学院大学キリスト教論集』第8巻、桃山学院大学総合研究所、1972年3月、135-157頁、ISSN 0286-973X、NAID 110000215483。
- 猪股恵美子「<研究ノート>カトリック教会における諸宗教間対話 : 「第二バチカン公会議」以降を中心に」『仙台白百合女子大学紀要』第8巻、学校法人白百合学園 仙台白百合女子大学、2004年1月、73-80頁、doi:10.24627/sswc.8.0_73、ISSN 13427350、NAID 110002555502。
- 高柳俊一「〈書評〉ペター・ヴァルター、クラウス・クレーマー、ゲオルゲ・アウグスティン共編『エキュメニズムの展望における教会』」『カトリック研究』第73号、上智大学神学会、2004年8月、175-192頁、CRID 1050001339152825344、ISSN 03873005。
- ピタウ ヨゼフ「〈上智大学史学会第五十五回大会講演要旨〉第二バチカン公会議四十周年 : 歴史学の光と塩」『上智史學』第51号、上智大学史学会、2006年11月、212-222頁、CRID 1050282814132270976、ISSN 03869075。
- 筒井賢治「アテナゴラスにおける「オルフェウス教」伝承」『西洋古典学研究』第60巻、日本西洋古典学会、2012年、99-110頁、doi:10.20578/jclst.60.0_99、ISSN 04479114、NAID 110009922998。